# Pisidia
Pisidia is een geslacht van kreeftachtigen uit de klasse van de Malacostraca (hogere kreeftachtigen).

## Soorten
- Pisidia bluteli (Risso, 1816)
- Pisidia brasiliensis Haig, in Rodrigues da Costa, 1968
- Pisidia dehaanii (Krauss, 1843)
- Pisidia delagoae (Barnard, 1955)
- Pisidia dispar (Stimpson, 1858)
- Pisidia gordoni (Johnson, 1970)
- Pisidia inaequalis (Heller, 1861)
- Pisidia longicornis (Linnaeus, 1767)
- Pisidia longimana (Risso, 1816)
- Pisidia magdalenensis (Glassell, 1936)
- Pisidia serratifrons (Stimpson, 1858)
- Pisidia streptocheles (Stimpson, 1858)
- Pisidia streptochiroides (Johnson, 1970)
- Pisidia striata Yang & Sun, 1990
- Pisidia variabilis (Yang & Sun, 1985)